# AKIBAホールディングス
株式会社AKIBAホールディングス（AKIBA Holdings Co., Ltd.）は、東京都中央区に本社を置き、パソコン周辺機器メーカーの株式会社アドテックや、通信建設工事や通信コンサルティングを手がける株式会社バディネットなどを傘下に置く持株会社。

## 沿革
- 1983年（昭和58年）2月 - 電子部品および電子機器の製造開発、並びに販売を目的として株式会社アドテックを設立
- 1993年（平成5年）6月 - パソコン用増設メモリモジュールの製造販売を開始
- 1997年（平成9年）10月 - 1株の額面金額を50,000円から500円に変更するため、株式会社エフケーインターナショナルと合併
- 1998年（平成10年）11月 - 日本証券業協会に株式を店頭登録
- 1999年（平成11年）12月 - ISO 9001登録（品質マネジメントシステム）
- 2002年（平成14年）8月 - ISO 14001登録（環境マネジメントシステム）
- 2004年（平成16年）12月 - 日本証券業協会への店頭登録を取消し、ジャスダック証券取引所（現・東京証券取引所JASDAQ（スタンダード））に株式を上場
- 2013年（平成25年）
  - 5月 - 株式会社エッジクルー（現・連結子会社）を設立
  - 7月 - 大阪証券取引所と東京証券取引所の現物市場の統合に伴い、東京証券取引所JASDAQ（スタンダード）に株式を上場
  - 12月 - 株式会社ティームエンタテインメントを買収
- 2015年（平成27年）
  - 1月 - 株式会社バディネット（現・連結子会社）を買収。それに伴いバディネットの完全子会社である株式会社モバイルプランニングもグループに加える。
  - 10月 - 会社分割により純粋持株会社へ移行するとともに、株式会社アドテックから株式会社AKIBAホールディングスに商号変更。株式会社アドテック（現・連結子会社）を設立
- 2016年（平成28年）4月 - iconicStorage株式会社（現・連結子会社）を買収
- 2017年（平成29年）1月 - 株式会社HPCテック（現・連結子会社）を買収
- 2018年（平成30年）
  - 2月 - 株式会社ティームエンタテインメントを売却
  - 12月 - 株式会社バディネットが保有する株式会社モバイルプランニングの株式を現物配当により取得
- 2019年（令和元年）
  - 7月
    - ウェブソリューション事業を株式会社エッジクルーから株式会社バディネットに移管、通信コンサルティング事業に統合
    - ミナトホールディングス株式会社と業務提携

  - 9月 - 株式会社モバイルプランニングを売却
- 2020年（令和2年）
  - 5月 - 株式会社ダイヤモンドペッツ＆リゾート（旧・AKIBA LABO福岡）にて新規事業を開始
  - 10月 - 株式会社バディネットが株式会社トランテンエンジニアリング（現・完全子会社）を買収
- 2021年（令和3年）
  - 4月 - 株式会社バディネットがiconic storage 株式会社及び株式会社トランテンエンジニアリングを吸収合併
  - 10月 - 株式会社 アドテックがシーアールボックス株式会社を買収
- 2022年（令和4年）
  - 4月 - 東京証券取引所の市場区分の再編に伴い、東京証券取引所 スタンダードへ移行
  - 11月 - 株式会社バディネットが株式会社リーバンを買収
- 2024年（令和6年）4月 - 株式会社バディネットが株式会社ブランチテクノを買収

## 関連会社
- 株式会社アドテック（電子部品およびコンピューター関連の開発・製造ならびに販売事業）
- 株式会社バディネット（通信建設コンサルティング関連事業）
- 株式会社HPCテック（高度計算機の開発・製造ならびに販売事業）
- 株式会社ダイヤモンドペッツ＆リゾート（ホテル、旅館等の事業開発、運営及びペット関連商品の企画。ペット同伴温泉旅館「鬼怒川絆」の運営事業）
- 株式会社リーバン（中四国エリア全域を対象とした通信建設コンサルティング関連事業）
- 株式会社ブランチテクノ（愛知県名古屋市と稲沢市に拠点を持つ通信建設コンサルティング関連事業）